# Arachne (webbläsare)
För andra betydelser, se Arachne (olika betydelser).

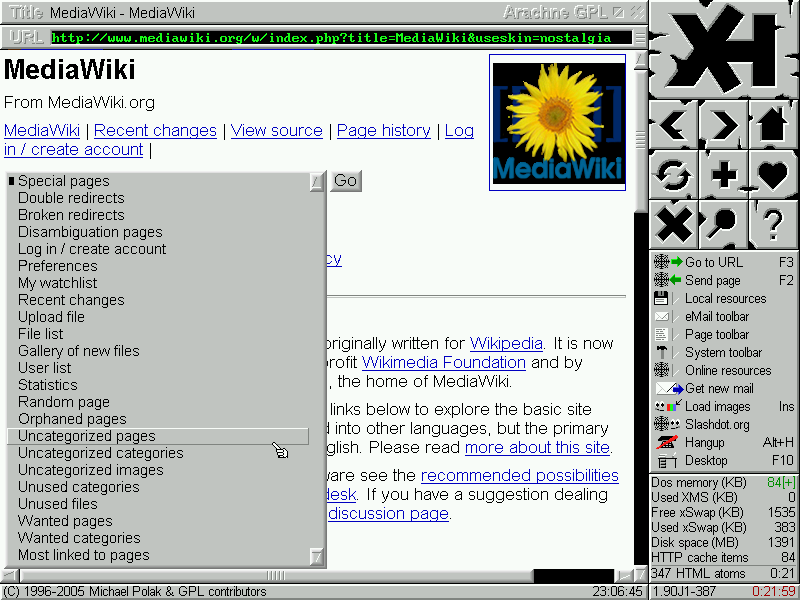
Arachne

Arachne är en grafisk webbläsare för DOS och Linux med stöd för e-post, ftp och kommer med uppkopplingsprogram för modem även om nätverkskort också stödjs.
Arachne har stöd för insticksprogram i form av .apm-filer. Bland dessa finns bland annat stöd för att se på DivX-film, spela MP3-filer, visa PDF-filer och konvertera Internet Explorer-favoriter.
De vanligaste bildformaten på Internet stöds direkt av Arachne, såsom JPEG, GIF, PNG. Likaså stöds HTML 3.2, en del av HTML 4 och CSS 1.
Arachne utvecklades av xChaos Software, som sedermera bytte namn till Arachne Labs. Numera bedrivs all utveckling av de entusiaster som fortfarande vill ha en gratis grafisk webbläsare till DOS inom ramen av ett öppen källkods-projekt.
Arachnekällkoden har tidigare sålts och legat till grund för webbläsare från bland andra Suntech och Caldera Systems. Specialversioner gjordes till bland annat Big Electronics, Patrick Sim, H.W.Wilson, TeleMED och GE Capital Bank.
Arachne utvecklades främst av en man, Michael Polak, men från och med våren 1999 togs även hjälp in från Bernhard "Bernie" Eriksson, som även hjälpte till när Glenn McCorkle och de andra nuvarande utvecklarna skulle släppa sin första version 2002.
Senaste versionen av Arachne för DOS är 1.95 och för Linux 1.95.